# Jan Zika
Jan Zika (21. listopadu 1902 Chodouň u Hořovic – 15. června 1942 Praha) byl československý komunistický funkcionář, novinář, politik a protinacistický bojovník. Zemřel na následky zranění při zatýkání gestapem.

## Život

### 20. a 30. léta (do zřízení protektorátu)
Původním povoláním byl dělník, obuvník. Již od roku 1924 byl politicky činný, působil aktivně nejprve v dělnickém tělovýchovném hnutí, pracoval také v tehdejším Komunistickém svazu mládeže a byl angažován i v levicových Rudých odborech. V roce 1930 absolvoval jednoroční dělnickou školu v Moskvě. Ve 30. letech organizoval hnutí nezaměstnaných (spoluvedl stávku v Baťových správkárnách v Praze a organizoval nezaměstnané v Janečkově zbrojovce a Waltrovce) a stal se tajemníkem v průmyslovém svazu kožedělníků. Kromě toho byl také zvolen organizačním tajemníkem KSČ v Pražském kraji.

### Ilegální ÚV KSČ
Během nacistické okupace českých zemí, v době existence Protektorátu Čechy a Morava, se stal členem I. ilegálního ústředního výboru KSČ. Všichni členové tohoto I. ilegálního výboru (a to včetně obou bratrů Otty a Viktora Synkových) byli ve dnech 12. a 13. února 1941 gestapem pozatýkáni. Zatčení unikl pouze Zika, který se skrýval na různých místech v Praze, např. ve vile Jindřicha Plachty.
Poté se stal organizátorem a hlavním vedoucím ve II. ilegálním ústředí KSČ, které reálně existovalo od jara 1941 až do léta 1942. Toto vedení teprve po napadení SSSR hitlerovským Německem navázalo spojení se složkami tehdejšího nekomunistického občanského protinacistického odboje. Nacistům se však na jaře a v létě roku 1942, především po atentátu na Heydricha a po něm bezprostředně následující druhé heydrichiádě, podařilo II. ilegální ústřední vedení KSČ zcela rozprášit.

### Zatčení a smrt
Zika byl zatčen právě při policejních raziích, které gestapo hromadně provádělo během heydrichiády. V noci z 27. na 28. května 1942 se pokusil před gestapem utéci oknem ven z bytu manželů Josefa a Blaženy Preisslerových, kde tehdy ilegálně bydlel pod jménem Veselý. Vzhledem k tomu, že za ilegální přechovávání osob tehdy hrozil okamžitý trest smrti, nechtěl rodinu svého hostitele prozradit. Prádelní šňůra se však při sestupu ze třetího patra přetrhla a Zika se pádem těžce poranil. Byl gestapem dopaden, odvezen do pankrácké věznice a přes svá zranění mučen. Na následky zranění a mučení krátce nato zemřel.

## Památka

### Pamětní deska

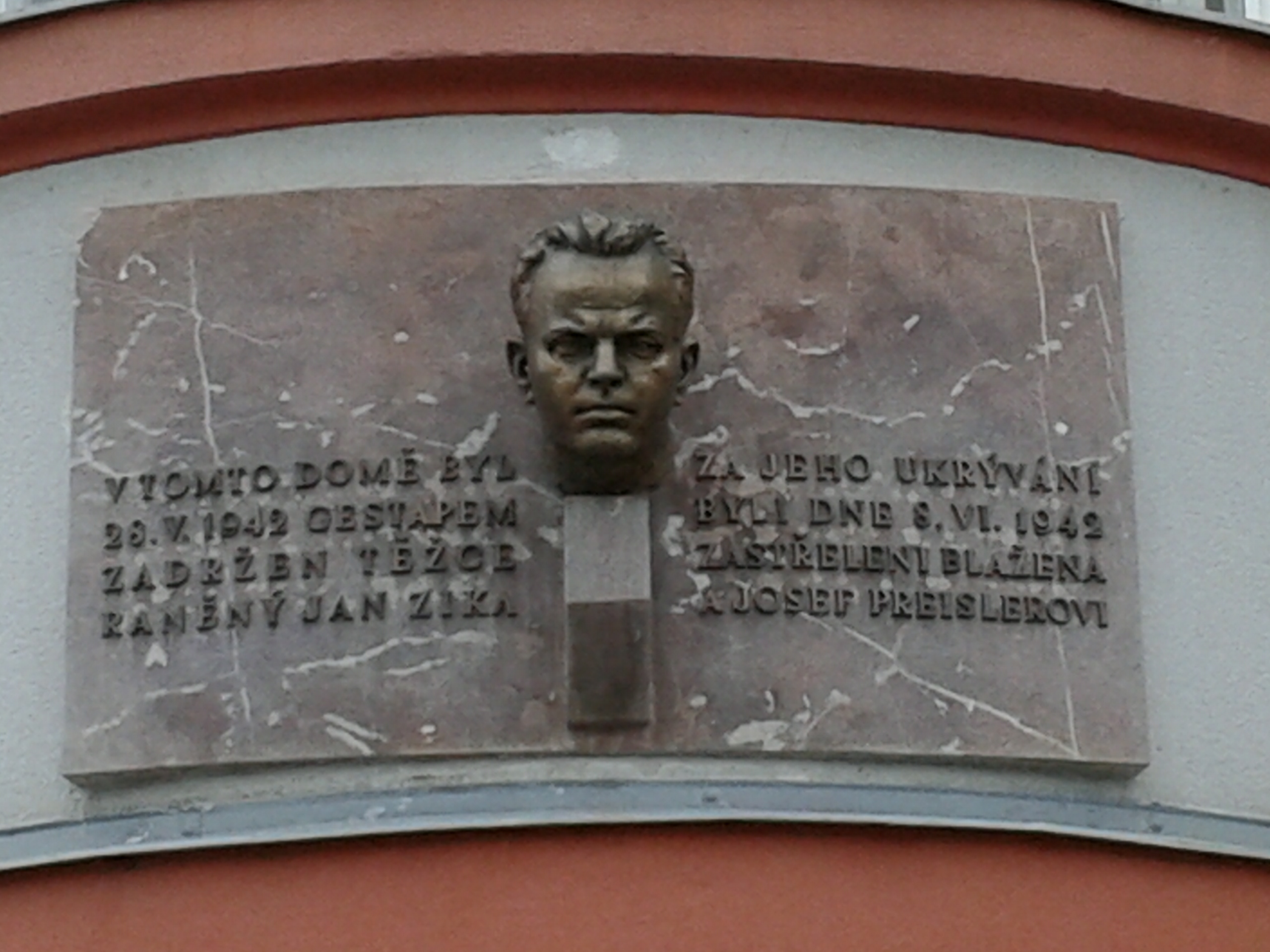
Pamětní deska s bustou Jana Ziky
V Praze 6 - Střešovicích

Jeho pamětní deska (evidovaná v Centrální evidenci válečných hrobů pod signaturou CZE-0006-18900) se nachází v ulici Na Malovance 724/6 v Praze 6 - Střešovicích. Bustu, která je součást pamětní desky, vytvořila akademická sochařka Jaroslava Lukešová. Na pamětní desce je nápis:
V TOMTO DOMĚ BYL
28.V.1942 GESTAPEM
ZADRŽEN TĚŽCE
RANĚNÝ JAN ZIKA

ZA JEHO UKRÝVÁNÍ
BYLI DNE 8.VI.1942
ZASTŘELENI BLAŽENA
A JOSEF PREISLEROVI
text na pamětní desce
Po Janu Zikovi je také pojmenována Zikova ulice v Praze-Dejvicích, v Brně a v Olomouci.

### Film Klíč
Příběh Jana Ziky byl ztvárněn i v jednom z prvních českých tzv. normalizačních filmů Klíč z roku 1971. Film se měl dokonce původně jmenovat Jan Zika. Scénář filmu byl inspirován Zikovým dobrodružným a ze socialistického hlediska vzorovým životním příběhem komunistického politika a funkcionáře. Jeho postavu ve filmu ztvárnil František Vicena. Režisér Vladimír Čech se pokusil vytvořit stranicky vyhovující, jednoduchou historku o čestném komunistovi, u kterého je na prvním místě strana a lid. Ve filmu nešlo ani tak o dokumentární přesnost a věrohodnost, jako spíše o tendenčně zkreslenou interpretaci složitého období heydrichiády. Činnost odbojového hnutí v protektorátu je ve filmu prezentována tak, že jedinou skutečnou a smysluplnou protinacistickou skupinou je právě Zikova odbojová buňka KSČ. Film ukazuje i pokřivenou úlohu londýnského odboje (zobrazen jako skupina nespolehlivých intrikánů a bezcharakterních kariéristů). Atentát na Heydricha je ve filmu považován za unáhlenou akci, která je porušením dohody jednotného usnesení revolučního výboru, který sloučil veškeré odbojové skupiny dohromady. Film se vyznačuje (na svou dobu) neobvykle naturalistickým zobrazením poprav gilotinou v pankrácké věznici, ačkoliv ta byla na místo nainstalována až o rok později.
Postava Jana Ziky byla zachycena i ve filmu Reportáž psaná na oprátce z roku 1961. Role se ujal Lubor Tokoš.